# (4101) Ruikou
(4101) Ruikou es un asteroide perteneciente al cinturón de asteroides, descubierto el 8 de febrero de 1988 por Tsutomu Seki desde el Observatorio de Geisei, Geisei, Japón.

## Designación y nombre
Designado provisionalmente como 1988 CE. Fue nombrado Ruikou en homenaje al traductor de japonés Ruikou Kuroiwa.